# Nghĩa Hưng, Lạng Giang
Nghĩa Hưng là một xã thuộc huyện Lạng Giang, tỉnh Bắc Giang, Việt Nam.
Xã Nghĩa Hưng có diện tích 6,63 km², dân số năm 1999 là 5.500 người, mật độ dân số đạt 830 người/km².